# Clonistria gerstaeckeri
Clonistria gerstaeckeri är en insektsart som beskrevs av Ludwig Redtenbacher 1908. Clonistria gerstaeckeri ingår i släktet Clonistria och familjen Diapheromeridae. Inga underarter finns listade i Catalogue of Life.